# Lijst van weg- en veldkapellen in Bergen (Limburg)
Dit is een onvolledige lijst van veldkapellen in de gemeente Bergen. Kapelletjes komen vooral in het zuiden van Nederland voor, en werden dikwijls gebouwd ter verering van een heilige.
| Kapel                                   | Adres                          | Plaats                    | Bouwperiode  | Architect | Foto                                    |
| --------------------------------------- | ------------------------------ | ------------------------- | ------------ | --------- | --------------------------------------- |
| Onze-Lieve-Vrouw-van-Smartenkapel       | Langstraat 1                   | Afferden                  | 1612         |           |                                         |
| Boskapel poaterskapel Mariakapel        | Bossen bij kasteel bleijenbeek | Afferden                  | 1880 en 1986 |           | Boskapel poaterskapel Mariakapel        |
| Sint Jozefkapel (Schevekapel)           | Bij Kasteel Bleijenbeek        | Afferden                  |              |           | Sint-Jozefkapel                         |
| Mariakapel                              | Kapelstraat                    | Afferden                  | 1909         |           | Mariakapel                              |
| Antoniuskapel                           | Heukelom 26                    | Heukelom Afferden         | Ca. 17e eeuw |           | Antoniuskapel                           |
| Antonius kapel                          | Ayenseweg                      | Ayen                      |              |           | Mariakapel                              |
| Mariakapel                              | Siebengewaldseweg 15           | Siebengewald-Groote Horst |              |           |                                         |
| Kerkhofkapel Calvarieberg               | Grotestraat 20                 | Well                      |              |           |                                         |
| Sint-Rochuskapel                        | Op de Kamp 14                  | Well                      | 1715         |           | Sint-Rochuskapel                        |
| Sint-Vituskapel                         | Grotestraat                    | Well                      | 1954         |           |                                         |
| Onze-Lieve-Vrouw-van-Zeven-Smartenkapel | Kampweg                        | Well                      | 1923         |           | Onze-Lieve-Vrouw-van-Zeven-Smartenkapel |
| Sint-Barbarakapel                       | Kasteellaan                    | Well                      | 1700         |           | Sint-Barbarakapel in 1928               |
| Bidkapel                                | Weideweg                       | Well                      |              |           | Bidkapel                                |
| Sint-Antoniuskapel                      | Catharinastraat                | Wellerlooi                | 1917         |           | Sint-Antoniuskapel Wellerlooi           |
| Sint-Annakapel                          | Looierweg-Catharinastraat      | Wellerlooi                | 1885 en 1988 |           | Sint-Annakapel Wellerlooi               |
| Sint-Annakapel                          | Rijksweg-De Hamert             | Wellerlooi                | 1663         |           | Sint-Annakapel Hamert                   |